# Detergent per a plats
El detergent per a plats o líquid de plats dit també líquid rentavaixella o sabó de rentar plats és una classe de producte de neteja utilitzat per a rentar els plats. Es tracta d'un detergent dotat de propietats tensioactives capaces de separar les impureses.
Els productes per a rentar els plats són sobretot eficaços amb les taques de greix o de proteïnes. Ho són menys amb les taques degudes a sucres, i en aquest cas requereixen aigua calenta per a dissoldre-les.